# Rhopus turanicus
Rhopus turanicus är en stekelart som beskrevs av Svetlana N. Myartseva 1982. Rhopus turanicus ingår i släktet Rhopus och familjen sköldlussteklar.
Artens utbredningsområde är Turkmenistan. Inga underarter finns listade i Catalogue of Life.